# Trachinotus
Los pámpanos o palometas forman un género de pez marino (Trachinotus) perteneciente a la familia Carangidae en el orden de los Perciformes.  Fue descrito científicamente por primera vez por el naturalista francés Bernard de Lacépède y publicado en el Histoire Naturelle des Poissons, Vol. 3 (78) en 1801.

## Descripción
Las especies son de cuerpo ovalado, típicamente plateado y sin dientes con una cola bifurcada y una base estrecha. La mandíbula inferior es más corta que la superior; el hocico redondeado y romo; las escamas pequeñas, cicloides, ovaladas y visibles a simple vista; y una línea lateral que sigue el perfil dorsal.

### Alimentación
Son carnívoros y se alimentan de peces pequeños como los alevines, crustáceos e invertebrados como los cefalópodos, sipuncúlidos, nematodos y anélidos.

## Distribución y hábitat
Las especies de este género se encuentran distribuidas en todos los mares tropicales y subtropicales. Esta especie prefiere temperaturas de agua entre los 17 y 32 grados centígrados, y migra hacia el sur a aguas más cálidas en los meses de invierno. En su periodo larval viven a menudo en alta mar.
En las Américas, los adultos habitan en las áreas costeras a lo largo de la costa occidental del Océano Atlántico de Massachusetts a Brasil, y a lo largo de la costa oriental del Océano Pacífico de Washington a Perú, especialmente en aguas turbias. Están ausentes en regiones de aguas claras como las Bahamas.

## Importancia económica y cultural
De las 20 especies descritas, la mayoría son valoradas como alimento. Algunas especies son consideradas alimentos gourmet y presas para la pesca deportiva muy apreciadas: el pámpano amarillo (T. carolinus) alcanza cerca de 45 cm de longitud y 1.5 kilogramos de peso, mientras que la palometa (T. falcatus) alcanza cerca de 90 cm y más de 14 kg.
Desde hace un par de décadas, unas cuantas especies como el pámpano lunero (T. blochii) y la palometa blanca (T. ovatus) han sido cultivadas en estanques en China y Taiwán, principalmente en estanques y jaulas. En Estados Unidos y México, también se cultiva una pequeña cantidad y se han venido realizando investigaciones para el cultivo del pámpano amarillo (T. carolinus) en el Golfo de México y el Caribe. Una de las dificultades en el cultivo de la especie es que, dado que es un pez carnívoro y de rápido crecimiento, puede haber tendencias al canibalismo especialmente en la etapa larvaria y juvenil.

## Especies
Las especies de este género son:

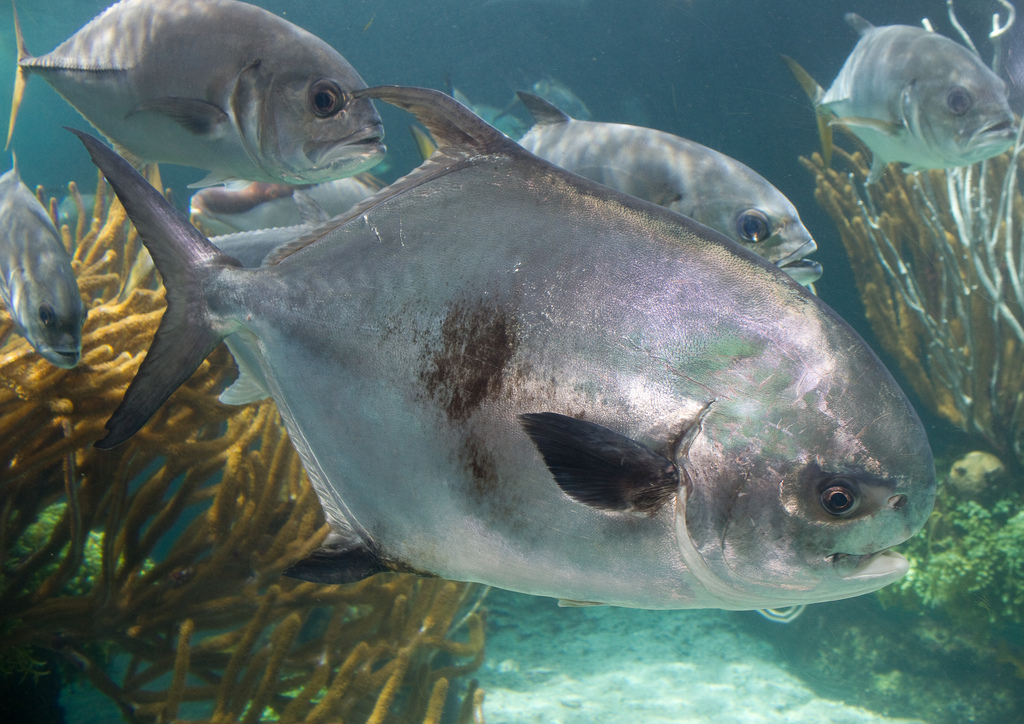
Trachinotus falcatus
palometa

- Trachinotus africanus (Delsman, 1941)
- Trachinotus anak (Ogilby, 1909)
- Trachinotus baillonii (Lacepède, 1801) - pámpano abotonado[12]
- Trachinotus blochii (Lacepède, 1801) - pámpano lunero, pámpano palometa[13]
- Trachinotus botla (Shaw, 1803)
- Trachinotus carolinus (Linnaeus, 1766) - pámpano amarillo[6][14]
- Trachinotus cayennensis (Cuvier, 1832) - pámpano zapatero[15]
- Trachinotus coppingeri (Günther, 1884)
- Trachinotus falcatus (Valenciennes, 1833) - palometa, pámpano de bandera, pampano erizero[6][16]
- Trachinotus goodei (Jordan & Evermann, 1896) - palometa rayada, pámpano listado[6][17]
- Trachinotus goreensis (Cuvier, 1833)
- Trachinotus kennedyi (Steindachner, 1876) - mero pámpano, pámpano gitano, pámpano ñato, pámpano plateado[18]
- Trachinotus marginatus (Gill, 1863)
- Trachinotus maxillosus (Cuvier, 1832)
- Trachinotus mookalee (Cuvier, 1832)
- Trachinotus ovatus (Linnaeus, 1758) - palometa blanca[5]
- Trachinotus paitensis (Cuvier, 1832) - pámpano paloma[19]
- Trachinotus rhodopus (Gill, 1863) - pámpano fino, domingo[20]
- Trachinotus stilbe (Jordan & McGregor, 1899) - pámpano acerado[21]
- Trachinotus teraia (Cuvier, 1832)

## Nombre común
- pámpano,[22] palometa[23]

## Galería

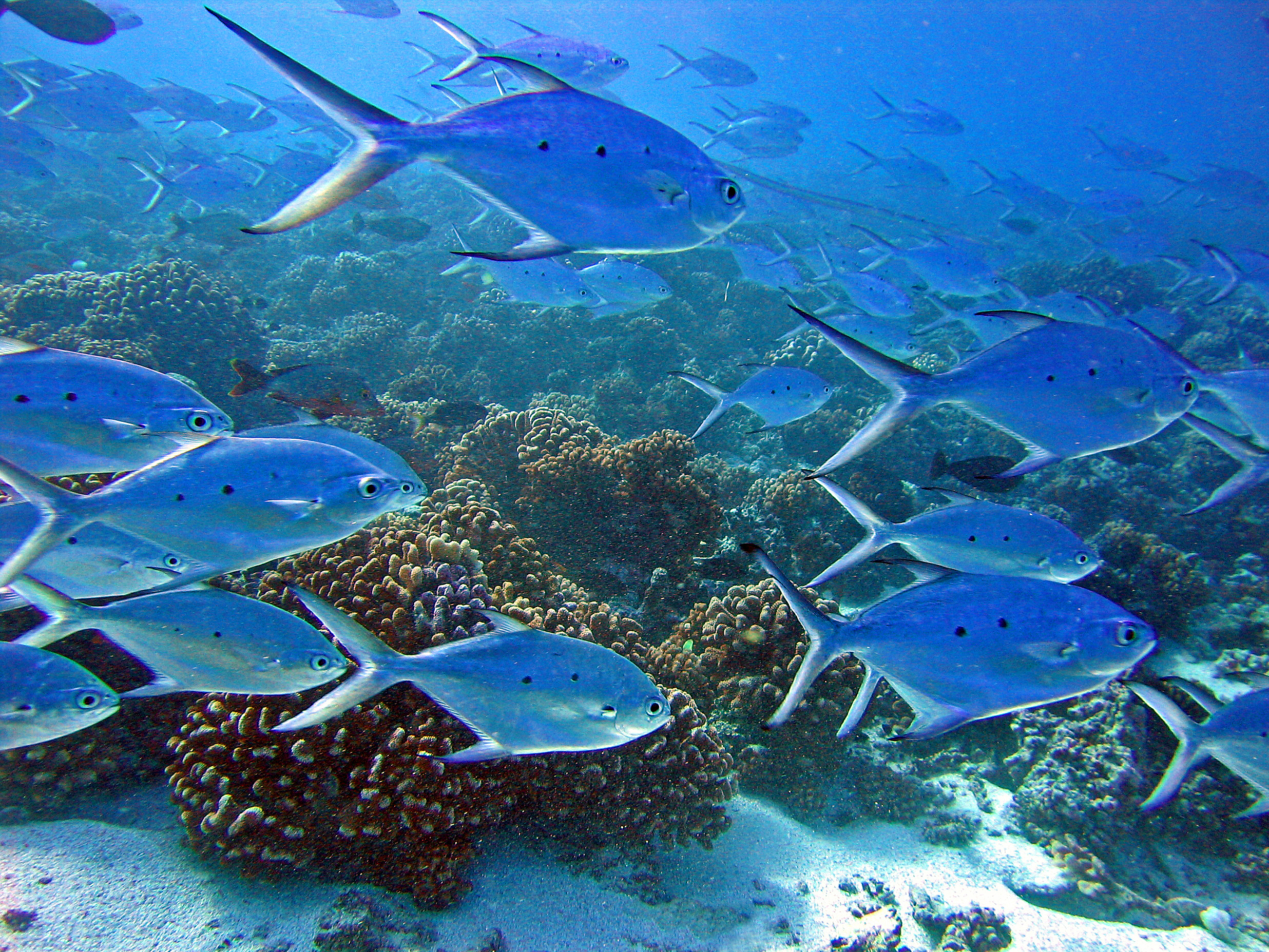
Trachinotus baillonii pámpano abotonado
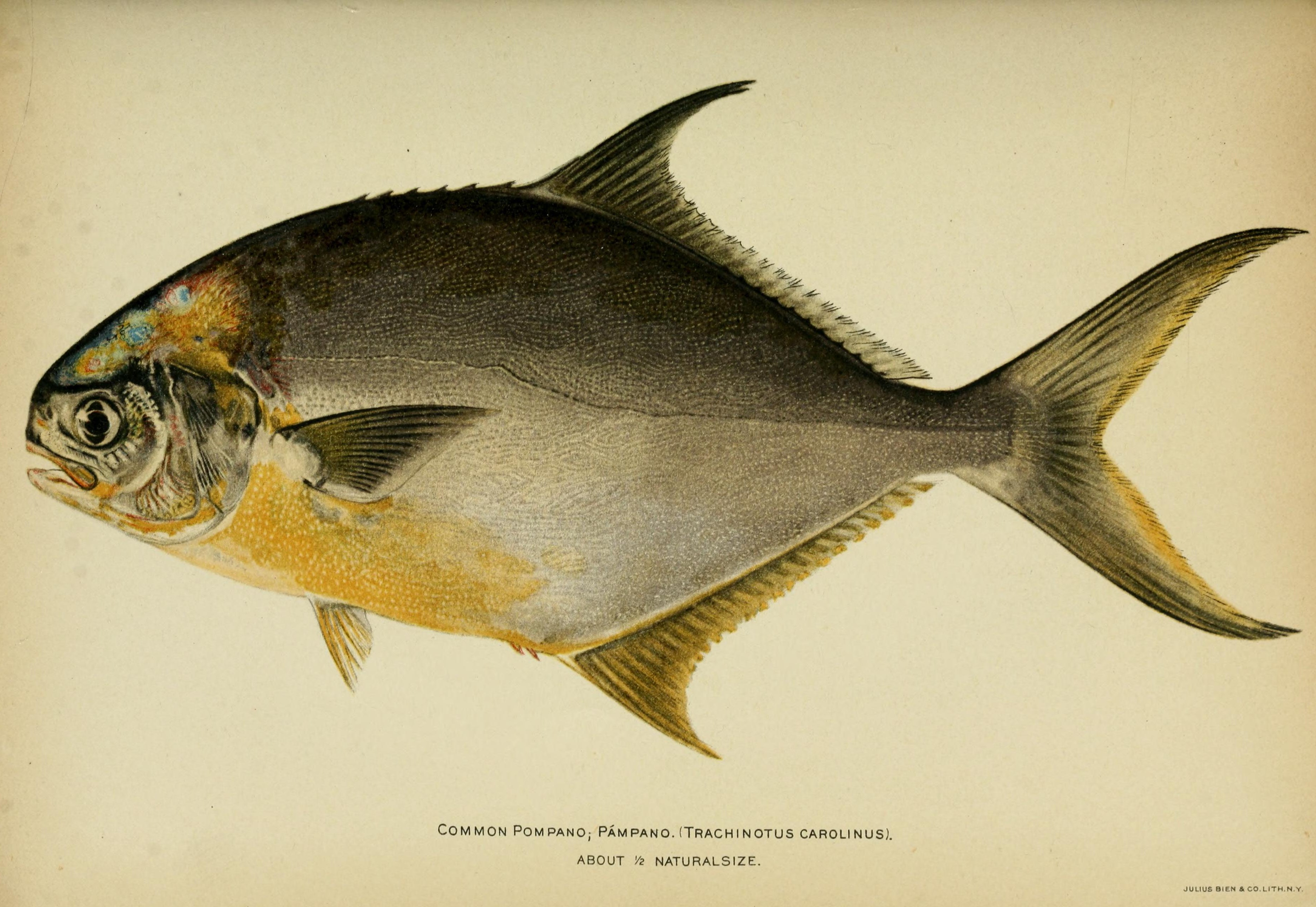
Trachinotus carolinus pámpano amarillo
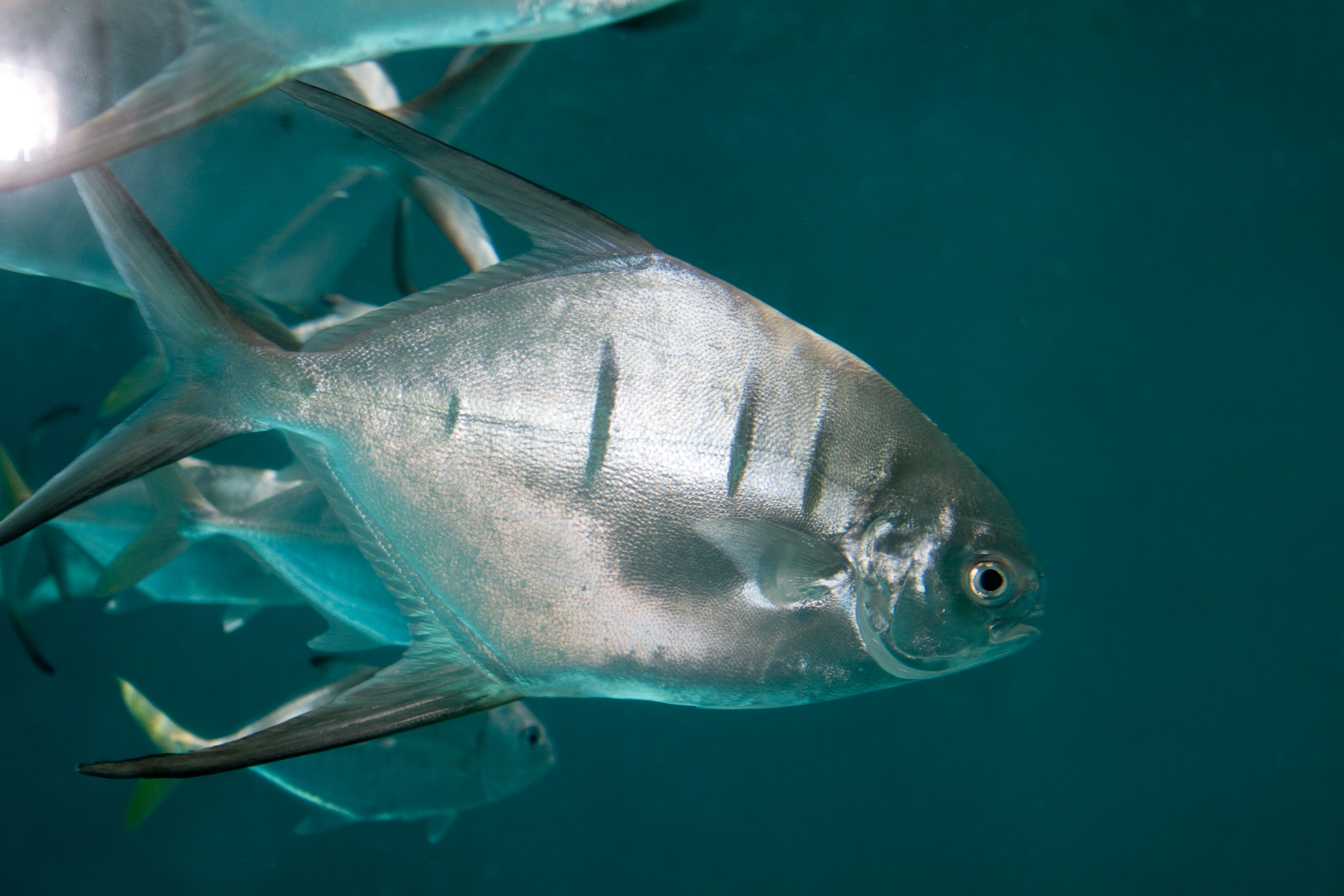
Trachinotus goodei pámpano listado
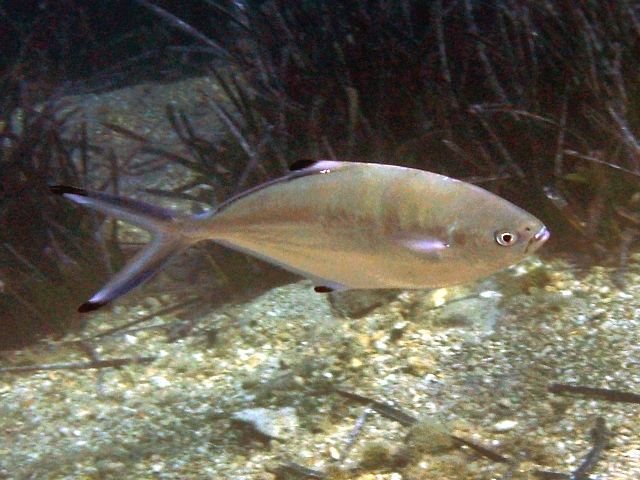
Trachinotus ovatus palometa blanca
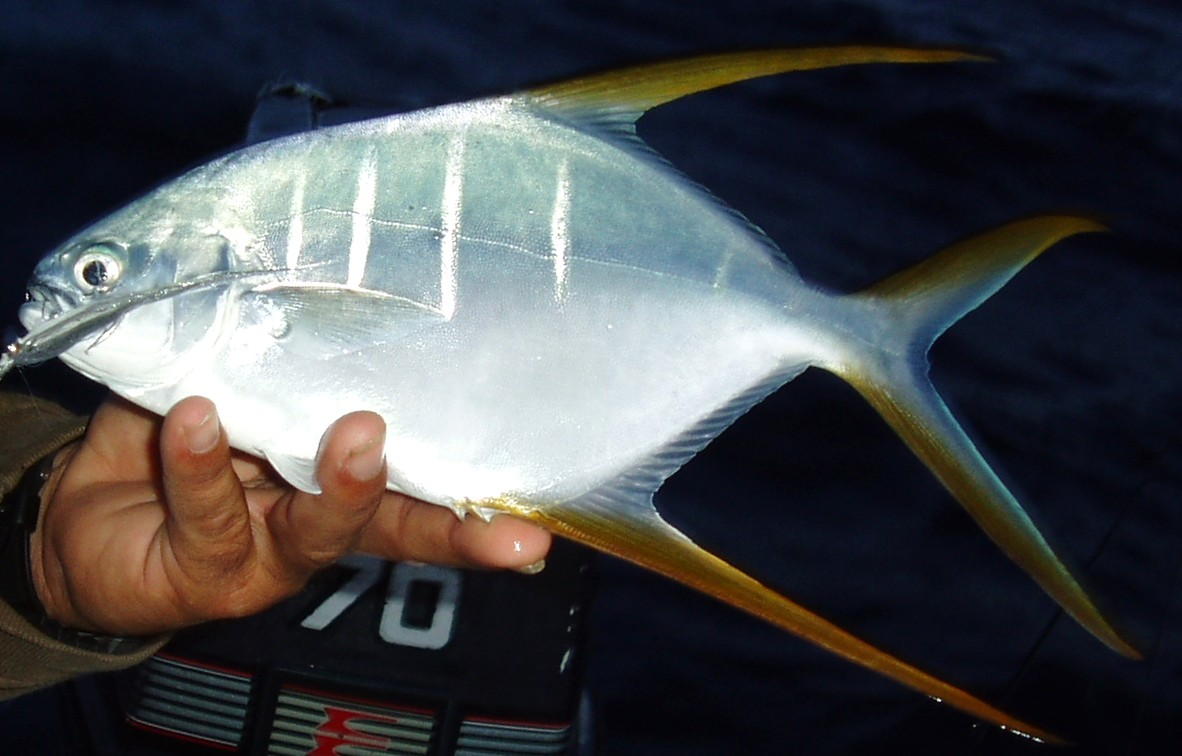
Trachinotus rhodopus pámpano fino